# Danielle Savre
Danielle Kathleen Savre  (n. 26 august 1988, Simi Valley, California, SUA) este o actriță americană. 

## Filmografie

### Film
| An   | Titlu                       | Rol                    | Note                        |
| ---- | --------------------------- | ---------------------- | --------------------------- |
| 2006 | Bring It On: All or Nothing | Brianna                | Direct-to-video film        |
| 2007 | In the Land of Women        | Teenage Girl           |                             |
| 2007 | The Final Season            | Cindy Iverson          |                             |
| 2007 | Boogeyman 2                 | Laura Porter           |                             |
| 2009 | Wild About Harry            | Madeline Goodhart      |                             |
| 2014 | Jarhead 2: Field of Fire    | Danielle 'Danni' Allen | Direct-to-video film        |
| 2014 | Knock Knock                 | Jamie                  | Short film                  |
| 2015 | Wild for the Night          | Det. Lewis             |                             |
| 2015 | Adulterers                  | Ashley                 | originally titled Avouterie |
| 2018 | Deep Blue Sea 2             | Dr. Misty Calhoun      | Direct-to-video film        |

### Televiziune
| An           | Titlu                          | Rol               | Note                                                        |
| ------------ | ------------------------------ | ----------------- | ----------------------------------------------------------- |
| 2001         | Murphy's Dozen                 | Cassidy           | Television film                                             |
| 2001         | One on One                     | Brittany          | Episode: "School Dazed"                                     |
| 2002         | The X-Files                    | Marcia Brady      | Episode: "Sunshine Days"                                    |
| 2002         | Grounded for Life              | Hannah            | Episodes: "The Kids Are Alright", "Oops!... I Did It Again" |
| 2004         | Grounded for Life              | Courtney          | Episodes: "All Apologies", "The Cheat Is On"                |
| 2004         | CSI: Crime Scene Investigation | Amy Keaton        | Episode: "Swap Meet"                                        |
| 2004–2005    | Summerland                     | Callie            | Recurring role                                              |
| 2005         | Charmed                        | New Phoebe        | Episode: "Something Wicca This Way Goes"                    |
| 2005         | The Closer                     | Grethcen Schiller | Episode: "Flashpoint"                                       |
| 2006         | You've Reached the Elliotts    | Amanda Elliott    | Television film                                             |
| 2006         | Malcolm in the Middle          | Heidi             | Episode: "Lois Strikes Back"                                |
| 2006         | Close to Home                  | Amanda Roth       | Episode: "Hot Grrrl"                                        |
| 2006–2010    | Heroes                         | Jackie Wilcox     | Recurring role                                              |
| 2007         | Kaya                           | Kaya              | Lead role                                                   |
| 2008         | Generation Gap                 | Jenny             | Television film                                             |
| 2009         | CSI: Miami                     | Ashley Tanner     | Episode: "Bone Voyage"                                      |
| 2010         | Outlaw                         | Lori Farwell      | Episode: "In Re: Curtis Farwell"                            |
| 2011         | The Glades                     | Jolene            | Episode: "Breakout"                                         |
| 2012         | Drew Peterson: Untouchable     | Chloe Roberts     | Television film                                             |
| 2012         | Hollywood Heights              | Lia               | Recurring role                                              |
| 2014         | Supernatural                   | Margo Lassiter    | Episode: "Bloodlines"                                       |
| 2015         | Perception                     | Reagan Harper     | Episode: "Meat"                                             |
| 2016         | The Wrong Car                  | Trudy O'Donnell   | Television film                                             |
| 2016–2017    | Too Close to Home              | Anna Hayes        | Main role                                                   |
| 2016         | Blue Bloods                    | Emily Harrison    | Episodes: "The Price of Justice", "Personal Business"       |
| 2016         | The Perfect Stalker            | Grace             | Television film                                             |
| 2016–present | T@gged                         | Ms. Dawson        | Web series; recurring role                                  |
| 2018         | Station 19                     | Maya Bishop       | Main role                                                   |